# Alvise Maniero
Alvise Maniero (Venezia, 8 settembre 1985) è un politico italiano.

## Biografia
Laureato in scienze politiche, relazioni internazionali e diritti umani presso l'Università di Padova, all'età di 26 anni è stato eletto sindaco di Mira per il Movimento 5 Stelle, battendo al ballottaggio il sindaco uscente Michele Carpinetti del Partito Democratico. Maniero è stato, in assoluto, il primo sindaco pentastellato eletto nel Veneto, con quello del comune di Sarego, e in Italia. Nel giugno 2016 ha annunciato di non volersi ricandidare per il secondo mandato da sindaco.
Alle elezioni politiche del 4 marzo 2018 è stato eletto deputato al Parlamento italiano nel Collegio plurinominale Veneto 1 - 01 (Venezia).